# تاریخ خداباوری
کتاب تاریخ خداباوری (به انگلیسی: A History of God) اثر کارن آرمسترانگ نویسنده و پژوهشگر انگلیسی است. در این کتاب تاریخ سه سنت دینی توحیدی، یهودیت، مسیحیت، و اسلام در کنار آیین بودایی و آیین هندو شرح داده شده است.

## موضوع کتاب
در این کتاب کارن آرمسترانگ به شرح ماهیت خدا در سه دین توحیدی که ریشه همه آنها به حضرت ابراهیم می‌رسد پرداخته است. همچنین به چالش‌هایی اشاره می‌کند که در سه دین توحیدی و متون کتاب مقدس و عهد عتیق وجود دارد. کارن آرمسترانگ معتقد است علی‌رغم بحث‌های متعدد، هنوز نظریه‌ای رضایت بخشی عرضه نشده است که بتواند شرح دهد چرا بشر همواره با این چالش مواجه است که در کتاب مقدس تناقض‌هایی به چشم می‌خورد.
در حال حاضر، بررسی تاریخ ادیان حاکی از این است که موجودات بشر از ابعاد روحانی نیز برخوردارند؛ و دلایلی هم مبنی بر این استدلال که انسان هوشمند، انسان دینی است نیز وجود دارد و افراد بشر به محض اینکه به خصوصیات انسانی می‌رسند، به ستایش خداوند می‌پردازند.
کارن آرمسترانگ در این کتاب، سعی می‌کند نشان دهد که تاریخ نمی‌تواند واقعیت خدا را که توصیف ناپذیر است بیان کند، بلکه فقط شیوه اندیشه‌ای است که انسانها از زمان ابراهیم تا به امروز توانسته‌اند از طریق آن خدا را به تصویر دربیاورند.